# 최민수 (프로게이머)
최민수(1991년 9월 25일 ~ )는 대한민국의 전직 스타크래프트 II 프로게이머이다. 아이디는 Brown. 주 종족은 프로토스이다.
슬레이어스 소속이었으며 팀 해체 후 2013년 2월 4일 SK텔레콤 T1으로 입단했다. 이후 2013년 11월 은퇴했다.

## 주요 기록
- 2011 LG 시네마 3D, 인텔코리아 글로벌 스타크래프트 II 리그 May Code A 32강
- 2011 소니 에릭슨 글로벌 스타크래프트 II 리그 Nov. Code A 12강
- 2012 핫식스 2012 글로벌 스타크래프트 II 리그 시즌 1 Code S 32강
- 2012 핫식스 2012 글로벌 스타크래프트 II 리그 시즌 2 Code A 48강
- 2012 아이언 스퀴드 한국 대표 선발전 1위 (vs 이승현 4:1)
- 2024 현대자동차 노무업무 수행 중